# Dropkick Murphys
 (транскр.  Дропкик Марфис) амерички је панк бенд из Квинсија (Масачусетс), формиран 1996. године. Бенд је првобитно потписао за независну панк издавачку кућу Хелкет Рикордс, и објавио пет албума. Бенд је постао познат јер сваке године одржава концерте на Дан светог Патрика, широм САД, а нарочито у Бостону. Сингл „Tessie“ из 2004. године је постао први меинстрим хит бенда и један од њихових познатијих синглова до сада. На последњем албуму за издавачку кућу Хелкет Рикордс, „The Warriors Code“ из 2005. године, се налази песма „I'm Shipping Up to Boston“. Песма је била приказана у филму Двострука игра, који је освојио Оскара 2006. године. Песма је постала један од најслушанијих синглова и једна од њихових најпознатијих песама.и постао је једина Платинум-продаја која се до сада продавала у групи, и остаје једна од њихових најпознатијих песама. Бенд је познат по својим гласним и енергичним наступима уживо.

## Историја

### Ера Мајка МекКолгана: 1996-1998.
Дропкик Марфис је првобитно формиран 1996. године у Квинсију (Масачусетс)  у почетку се састојао од водећег вокалисте Мајка МекКолгана, басисте / вокалисте Кена Кејсија, гитаристе Рика Бартона и бубњара Џефа Ерна (којег ће наредне године замиенити Мет Кели). Група је добила име по др. Џон "Дропкик" Марфијевом објекту за који је био лечилиште за алкохоличаре. Дропкик Марфиси су почели да свирају у подруму бербернице, а ускоро су почели да снимају и имају свирке. Прву велику прилику да се покажу су добили 1997. године, када их је Мајти Мајти Бостонс позвао да буду предгрупа на њиховој турнеји поводом албума „Let's Face It“.
Главни певач, Мајк МекКолган је напустио бенд 1998. године током турнеје са групом Д Бизнис, по Америци. Према МекКолгану, он је желео да иде стопама свог ујака и придружи се Бостонској ватрогасној служби, што је на крају и учинио 2001. године. Остали чланови бенда су сматрали да ово није био главни разлог МекКолгановог напуштања бенда, већ да је напустио бенд јер није хтео више да буде њихов члан и члан њиховог покрета. Мајк МекКолган се вратио на панк сцену 2003. као певач групе Стрит Догс.

### Године са Хелкет продукцијом: 1998-2007.
Након МекКолгановог одласка, група је тражила замену, али није имала пуно среће. Ал Бар, певач групе Д Брузерс, био је добро упознат са Дропкик Марфисом. Ал Бар је претпоставио да је након одласка МекКолгана, са Дропкик Марфисима готово, али ипак одлази на аудицију, где изводи песму „Ten Years of Service“ и одмах постаје главни певач. Прву песму са бендом је снимио 1998. године и то сингл „Curse of Fallen Soul“.
Свој други студијски албум „The Gang's All Here“, бенд је издао 9. марта 1999. године. Песме са овог албума су имале више хардкор-панк звука и биле сличније песмама Ал Баровог бившег бенда Д Брузерс. Такође више је било и више ирског звука него да претходном албуму. Своје прво мејнстрим излагање, бенд је добио када је спот за њихов сингл „10 Years of Service“ емитован у Ем-Ти-Вијевој емисији „120 Мinutes“. Бенд је кренуо на једногодишњу турнеју како би промовисао албум. Крајем 1999. бенд је заједно са групом Д Бизнис објавио песму под називом „Mob Mentality“. Годину дана касније издали су албум истог назива.
Док је бенд снимао свој трећи албум 2000. године, Рик Бартон је одлучио да их напусти. Након што је Бартон отишао, бенд је додао четири нова члана, међу којима је био и бивши гитариста Д Даки Бојса, Џејмс Линч, седамнаестогодишњи гитариста Марк Орел, мандолиниста и флаутиста Рајан Фолц и гајдаш Роби "Спајси МекХагис" Медериос, чији је надимак инспирисан Мекдоналдсовим менијем. Наиме, док је бенд био на турнеји у Шкотској, Роби се придружио бенду као њихов нови гајдаш и заменио Џоа Деланеја, који је свирао на њиховом деби албуму, али није могао да иде са њима на турнеје. Са новом поставом, бенд је остатак 2000-е провео снимајући свој трећи албум.
Трећи албум, „Sing Loud, Sing Proud!“ је објављен 9. фебруара 2001. године. Албум је представио развој новог звука и нову поставу. На албуму се налазе песме и музички спотови за песме „The Spicy McHaggis Jig“, „The Gauntlet“, „The Wild Rover“. Бенд тада креће на једну од својих већих турнеја.
Након „Sing Loud, Sing Proud!“ турнеје почетком 2003, МекХагис је одлучио да напусти бенд и заменио га је канадски гајдаш Скрафи Валас. Фолц такође напушта бенд (иако се појавио у споту за песму „Gonna Be A Blackout Tonight“ која се налази на наредном албуму бенда). Мулти-инструменталиста, Тим Бренан је позван да замени Фолца.
Четврти албум „Blackout“ је објављен 10. јуна 2003. године. На албуму се налазио мањи хит „Walk Away“, као и омиљену песму фанова: „Fields of Athenry“. Песма „Time To Go“ је посвећема Бостон Бруинсима, а у новембру 2003. бенд је извео песму уживо у ТД Гардену током паузе за време утакмице. Песма је такође била укључена и у музику за видео игру Tony Hawk's Underground  и НХЛ 2005. „Blackout“ је такође имао и специјални бонус DVD са спотом за песму „Gonna Be A Blackout Tonight“. Бенд је у свој састав додао и хармоникаша Тима Бренана.
За сезону 2004 бејзбола, бенд је објавио прераду старе песме Бостон Ред Сокса, „Tessie“. Песма се идаље пушта на утакмицама Ред Сокса.
Њихов пети студијски албум и финални албум за Хелкет Рикордс, „The Warrior's Code“, објављен је 21. јуна 2005. године и дебитовао је на 49. месту на топ листама, што је у то време био најбоље пласирани дебитантски албум за Дропкик Марфис. Познате песме са албума су: „Sunshine Highway“ и „The Warrior's Code“, као и бонус песма „Tessie“. На албуму се такође налазила поново снимљена верзија песме „I'm Shipping Up to Boston“. Песма је била приказана у филму Двострука игра, који је 2006. награђиван за Оскара, адаптацији Мартина Скорсезеа хонгконшког криминалног трилера Infernal Affairs. Песма „I'm Shipping Up to Boston“ је постала један од највећих хитова овог бенда и помогла је да се Дропкик Марфис представи широј публици захваљујући филму.

### Независни успех: 2007-сада
Године 2007. бенд је издао албум „The Meanest of Times“ у својој продукцији, Борн енд Бред Рикордс. "The Meanest of Times" је дебитовао је на 20. месту у САД, што је њихов највећи деби до сада. Први сингл, "The State of Massachusetts", постао је инстант хит и коришћен је као уводна тема за МТВ емисију Nitro Circus; достигла је 83. место на листи 100 најбољих песама Роллинг Стоуна 2007. године.
Гитариста Марк Орел је објавио у јануару 2008. године да напушта бенд након осам година. Орел је рекао за свој одлазак: "Веома сам захвалан на свему што сам свирао са Дропкик Марфисом и тужан сам што идем, али мислим да је дошло време да покушам да радим на различитим стиловима музике и на неким својим пројектима, спреман сам да ширим своја крила како кажу." Тим Бренан заменио је Орела као гитаристу док је мулти-инструменталиста Џеф Да Роса био најављен као нови члан бенда. Поновно конфигурсана поставка наставила је турнеју 2008. године. Њихов наступ у Фатакету (Роуд Ајленд), је одржан пред 10.060 људи, што је према речима бенда био највећи концерт икада.
Дана 22. априла 2009. године, Дропкик Марфис се придружио Брусу Спрингстину на бини у Бостону на његовој турнеји, свирајући „Glory Days“ и „American Land“.
Бенд је издао седми студијски албум, „Going Out in Style“, 1. марта 2011. године. Албум је дебитовао на месту 6 на листи Билборд 200 што је највиша позиција икада за Дропкик Марфисов албум и продато је 43.259 примерака у САД у првој недељи. Продуцент албума је био Тед Хат, а гостује Брус Спрингстин, Фет Мајк... Наслов албума је објављен као први сингл и музички спот. Неколико недеља након издавања албума, бенд је објавио музички спот за други сингл са албума, „Memorial Day“.
Дана 31. августа 2012, објављено је преко Дропкик Марфисових страница друштвених мрежа да ће нови албум бити назван „Signed and Sealed in Blood“ и да ће бити објављен 8. јануара 2013. године. Наслов албума долази из текста песме са овог албума - „Rose Tattoo“, који је објављен са спотом 7. новембра 2012. године. „The Season's Upon Us“ је објављен као други сингл албума 18. децембра 2012. године и постао је један од најбоље рангираних синглова на топ листама. Албум је дебитовао на деветом месту на топ листама, што је други пут да деби албум ове групе буде у топ 10 на листама. „The Boys Are Back“ објављен је као трећи сингл албума у јануару 2013. Четврти и последњи сингл албума, „Out of our Heads“, такође је коришћен као тема за отварање „Boston's Finest, TNT's 2013“ ријалити шоу о Бостонској полицији. Турнеја је уследила након издавања албума. Бенд је извео одржао свој годишњи концерт на Дан светог Патрика 2013. године.
Након најаве новог албума у новембру 2016. године, бенд је издао девети студијски албум „11 Short Stories of Pain & Glory“, 6. јануара 2017. године. Албуму су претходили синглови: „Blood“, „You'll Never Walk Alone“ и „Paying My Way“.

## Музички стил и утицај
Рани утицаји бенда су били панк бендови као што су Гренланд Вејлфишерс, Рамонс, Клеш, и Секс Пистолс, као и ирски бендови Стиф Литл Фингерс и Даблинерс.
Када су написали своју прву песму, „Barroom Hero“, изненадили су се када су чули колико је мелодија звучала слично старој ирској музици коју су чули као деца, што су чланови групе покушали да одбаце. „Синуло нам је да је ирска музика имала већи утицај на све нас него што смо мислили“, рекао је Кен Кејси. „Одрастајући у Бостону, сваки пут када сте ишли на свадбу или се будили у кући код деде или бабе, чули сте ту музику. Прошао сам кроз фазу мржње према тој музици само зато што је то оно што су је моји (народ) слушали.“
Иако их често класификују као келтски панк бенд, неки од њихових ранијих материјала су класификовани као други под-жанрови панк рока попут Ои!
Често наводе Ејси Диси као једну од група која је доста утицала на њихово стварање. Кен Кејси је једном рекао: „Мислим да је наш циљ да постанемо Ејси Диси келтског панк рока. Најгора ствар коју можемо учинити локалним фановима који су заглавили са нама је да одједном покушамо да будемо Фол Аут Бојси са гајдама.“ Ал Бар је коментарисао „Ми смо увек говорили да смо као Рамонс или Ејси Диси са оним што радимо; Али, у исто време, морамо се и даље суочавати са собом. А ако откријемо да нам песме које снимамо досађују, нећемо их снимити.

## Политичко опредељење и хуманитарни рад
Дропкик Марфиси су познати по томе што подржавају радничку класу и синдикалце. Све мајице које је продао бенд су направљене од стране синдиката радника у Сједињеним Државама како би показали своју подршку америчким радницима. Бенд је рекао да су сви демократе, а током председничких избора у САД 2004. године били су део Панквотера, што је политичка активистичка група посвећена поражавању Џорџа В. Буша.
Кен Кејси је 2009. године основао добротворну организацију „The Claddagh Fund“ која подржава непрофитне организације, са фокусом на децу и организације ветерана и програме који подржавају рехабилитацију од алкохола и дрога у градовима широм земље и широм света. Године 2011. бенд је донирао 1 $ од сваке продате улазнице на њиховом деветом Sham Rock-N-Roll фестивалу Фонду „The Claddagh Fund“.
Након бомбашких напада у Бостонском маратону 2013. године, Дропкик Марфис је направио посебну мајицу „For Boston“ коју су продавали преко своје веб странице. Зарада од продатих мајица је донирана жртвама бомбашког напада. Донације су достигле 65.000 долара за мање од 15 сати, а на крају су износиле преко 100.000 долара. Бенд је такође донирао сав новац од продаје из посебне хуманитарне продаје кратког албума под називом „Rose Tattoo: For Boston Charity EP“, са поново снимљеном песмом „Rose Tattoo“ са гостујућим вокалима Бруса Спрингстина. Спрингстин је контактирао бенд након трагичних догађаја и питао их да ли може некако да помогне, а они су му предложили да заједно сниме песму „Rose Tattoo“.

## Чланови групе

### Садашњи чланови
- Кен Кејси - бас гитара, вокал (1996-сада)
- Мет Кели - бубњеви, бодхран, пратећи вокал (1997-сада)
- Ал Бар - вокал (1998-сада)
- Џејмс Линч - гитара, пратећи вокал (2000-сада)
- Тим Бренан - хармоника, мандолина, бузуки, клавијатуре, клавир, флаута, пратећи вокал(2003-сада), вокал (2008-сада)
- Џеф Да Роса - бенџо, мандолина, бузуки, гитара, клавијатуре, клавир, усна хармоника, флаута, пратећи вокал (2008-сада)

| Тим Бренан | Џеф Да Роса | Кен Кејси | Ал Бар | Џејмс Линч | Мет Кели |

### Бивши чланови
- Џеф Ерна - бубњеви (1996—1997)
- Мајк МекКолган - вокал (1996—1998)
- Рик Бартон - гитара (1996—2000)
- Роби "Спајси МекХагис" Медериос - гајде (2000—2003)
- Марк Орел - гитара, хармоника, клавир (2000—2008)
- Скруфи Валас - гајде, флаута (2003—2015)

## Дискографија
- „Do or Die“ (1998)
- „The Gang's All Here“ (1999)
- „Sing Loud, Sing Proud!“ (2001)
- „Blackout“ (2003)
- „The Warrior's Code“ (2005)
- „The Meanest of Times“ (2007)
- „Going Out in Style“ (2011)
- „Signed and Sealed in Blood“ (2013)
- „11 Short Stories of Pain & Glory“ (2017)